# 沙國政
沙國政（1904年4月19日—1992年8月7日），男，山東榮成人，中國武術家，擅通臂拳、八卦掌、形意拳和太极拳。曾任雲南省武術協會副主席等職。亦為中國共產黨黨員。

## 生平
沙國政祖籍山东荣成石岛。從小就習武。9歲入私塾就讀，並隨武術家姜華亭、王者政等人習武。1927年到天津，師從翟樹珍學習槍法及內家拳，後又師從姜榕樵學習形意拳和八卦掌。1930年，他到朝鮮仁川投靠師傅王者政，後因王者政去世而離開朝鮮。
1958年，擔任云南省武术队教练，與何福生一起培訓了五十多名武術運動員。文革期間，他被下放到農村勞改。文革結束後，他擔任中華全國體育總會雲南分會委員、雲南省武術協會副主席、中國體育科學學會武術學會委員等職。1984年，參與在嵩山少林寺舉辦的全國武術大會，並獲許世友將軍接見。
1985年，宣布退休。他在晚年時期編撰了《健身益气法》、《太极拳对练》、《形意散手炮》、《八卦连环掌》、《武当八仙剑》等著作。擅治疗跌打损伤的他也常免費替人看病。1993年8月1日，沙國政武術館成立。數日後，沙國政去世，享年89歲。

## 榮譽
- 1988年，獲頒「国际武术贡献奖」[1]。

## 紀念
沙国政诞辰周年及沙国政武术馆成立周年的系列紀念活動每隔五年在雲南舉行。